# Kuertunturi
Kuertunturi är en kulle i Finland. Den ligger i Kolari kommun och landskapet Lappland, i den norra delen av landet, 800 km norr om huvudstaden Helsingfors. Toppen på Kuertunturi är 443 meter över havet.
Terrängen runt Kuertunturi är platt västerut, men österut är den kuperad. Trakten runt Kuertunturi är nära nog obefolkad, med mindre än två invånare per kvadratkilometer. Närmaste större samhälle är Äkäslompolo, 2,8 km öster om Kuertunturi. 